# غروف ستافورد
غروف ستافورد (بالإنجليزية: Grove Stafford) هو محامي وسياسي أمريكي، ولد في 26 سبتمبر 1897 في الولايات المتحدة، وتوفي في 21 يونيو 1975 في نفس البلد. حزبياً، نشط في الحزب الديمقراطي. وقد انتخب عضو مجلس ولاية لويزيانا.